# Courant d'étoiles de la Grande Ourse
Le courant de la Grande Ourse, également connu sous le nom de groupe mouvant de la Grande Ourse, association de la Grande Ourse ou encore Collinder 285, est le courant stellaire le plus proche de la Terre. Il s'agit d'une association d'étoiles partageant des caractéristiques communes telles que l'âge, la cinématique et la composition chimique. Son noyau se situe à environ 80 années-lumière de nous. Il comprend un grand nombre d'étoiles brillantes, dont la plupart des étoiles brillantes de la constellation de la Grande Ourse.

## Découverte
Toutes les étoiles du courant de la Grande Ourse occupent la même région de la Voie lactée et se déplacent à des vitesses similaires, dans la même direction. Elles possèdent une métallicité voisine et approximativement le même âge. Ces points de convergence suggèrent que ces étoiles partagent une origine commune.
D'après l'âge de ces composantes, on pense que le courant de la Grande Ourse est un ancien amas ouvert. Il se serait formé à partir d'une nébuleuse protostellaire il y a environ 500 millions d'années, ce qui est relativement jeune. Les étoiles de l'amas se sont ensuite progressivement dispersées sous l'action des forces de marée et le groupe occupe aujourd'hui une région de l'espace mesurant approximativement 30 années-lumière de large sur 18.
Le courant de la Grande Ourse a été découvert en 1868 par Richard A. Proctor, qui remarqua que, à l'exception de Dubhé (α UMa) et Alkaïd (η UMa), les étoiles de la Grande Ourse possèdent un mouvement propre qui les fait toutes se diriger vers un même point situé dans le Sagittaire. Ainsi, à la différence de la plupart des autres constellations et astérismes, la Grande Ourse est constituée en grande partie d'étoiles étroitement liées les unes aux autres.

## Membres du groupe
Le mouvement des étoiles dans l'espace est le principal critère pour déterminer si une étoile est un membre ou non du courant de la Grande Ourse. Il est nécessaire de connaître le mouvement propre des étoiles ainsi que leur vitesse radiale et leur parallaxe pour caractériser le mouvement de ces étoiles. Le satellite Hipparcos a permis en 2003 d'améliorer nettement l'estimation du mouvement propre et de la parallaxe des étoiles situées au voisinage du Soleil. Une fois que la distance et la magnitude apparente des étoiles sont connues, on en déduit leur magnitude absolue, et ainsi leur âge. Les étoiles appartenant au courant de la Grande Ourse apparaissent alors partager un âge commun de 500 millions d'années.

### Membres du noyau
Le noyau du courant de la Grande Ourse est constitué de 14 étoiles dont 13 appartiennent à la constellation de la Grande Ourse et la quatorzième à la constellation voisine des Chiens de chasse.
- 37 Ursae Majoris (HD 91480)
- Beta Ursae Majoris (Merak) (HD 95418)
- Gamma Ursae Majoris (Phecda) (HD 103287)
- Delta Ursae Majoris (Megrez) (HD 106591)
- HD 109011
- HD 110463
- Epsilon Ursae Majoris (Alioth) (HD 112185)
- 78 Ursae Majoris A (HD 113139A)
- Gliese 503.2 (HD 115043)
- Zeta Ursae Majoris (Mizar) A (HD 116656)
- Zeta Ursae Majoris (Mizar) B (HD 116657)
- 80 Ursae Majoris (Alcor) (HD 116842)
- HD 109647 (dans les Chiens de chasse)

### Membres périphériques
D'autres étoiles appartiennent au courant de la Grande Ourse mais elles sont dispersées plus largement dans la voûte céleste (de Céphée au Triangle austral). Seules les étoiles possédant une désignation de Bayer ou une désignation de Flamsteed sont listées ci-dessous :
- Delta Aquarii
- Beta Aurigae (Menkalinan)
- Zeta Bootis
- 18 Bootis
- Chi Ceti
- Zeta Crateris
- 29 Comae Berenices
- Alpha Coronae Borealis (Alphecca)
- 59 Draconis
- 21 Leonis Minoris
- Gamma Leporis
- 16 Lyrae
- Gamma Microscopii
- Chi1 Orionis
- 89 Piscium
- Beta Serpentis
- Tau6 Serpentis
- Omega Serpentis
- 6 Sextantis
- 66 Tauri
- Zeta Trianguli Australis
- Pi1 Ursae Majoris
- 41 Virginis

### Attributions
Pendant longtemps, on a pensé que la brillante étoile Sirius appartenait à ce groupe, mais les recherches de 2003 effectuées par Jeremy King suggèrent que Sirius est trop jeune pour en être un membre à part entière.
Notre Soleil lui-même est situé à la périphérie de ce groupe, mais il n'en est pas pour autant un membre, car son âge (4,6 milliards d’années environ) le rend en effet bien trop vieux pour qu'il puisse en faire partie. Notre Soleil parcourt en solitaire une orbite de 250 millions d'années autour du centre galactique, si bien que, il y a 40 millions d'années, il n'était pas situé dans le voisinage des étoiles du courant de la Grande Ourse.